# Kataja
Kataja är en mindre ö, 0,71 km², cirka 2 km lång, i Haparanda skärgård, delad mellan Sverige och Finland. Riksgränsen korsar den sydöstra delen av ön och är markerad med två riksrösen samt en rågång. Här finns Sveriges östligaste punkt (65°42′4″N 24°10′0″Ö / 65.70111°N 24.16667°Ö).
Kataja är finska för växten en (Juniperus communis). Ön ska ursprungligen ha benämnts "Skategrund" eller "Skateskär", och den första uppgiften om dess existens är från 1548. Den första namnuppgiften är "Kate kare grund" år 1569, därpå "Katte kari" år 1588 (Det finska ordet kari betyder "grund", men kan möjligen härstamma från "skär"). Det kan alltså möjligen vara fråga om en förfinskning av ett svenskt namn.
Ön är, och har troligen alltid varit, obebodd. På en karta från eniro.se  (även hos hitta.se) finns fyra hus markerade på ön. Bottenviken.se omnämner att det finns tre stugor på den västra sidan av ön. På ekonomiska kartan från 1948 kallas dessa "fiskestuga", och på denna karta från 1948 är öarna fortfarande separata, med de två riksrösena på Inakari.
Anledningen till att ön delas av en gräns är att vid gränsdragningen, som utfördes efter Finska kriget år 1809, gick gränsen i vattnet mellan Kataja och den ännu mindre ön Inakari. På grund av landhöjningen har öarna sedan dess vuxit ihop. Gränsen har dessutom dragits om vid något tillfälle.[källa behövs]
Den mindre, finska delen av Kataja (tidigare Inakari) hör till Bottenvikens nationalpark.